# Perdeu, mané

Em novembro de 2022, o ministro do STF Luís Roberto Barroso respondeu a um manifestante em Nova Iorque que o questionava sobre o resultado e a fiscalização das Forças Armadas nas eleições. Barroso disse ao manifestante: "perdeu, mané, não amola".

"Perdeu, mané" foi uma frase proferida pelo ministro do Supremo Tribunal Federal (STF) Luís Roberto Barroso durante uma conferência em Nova Iorque, após a derrota de Jair Bolsonaro nas eleições de 2022, quando eleitores de Bolsonaro xingavam o ministro na frente do hotel onde estava hospedado. Tornou-se uma expressão notória na política brasileira, tendo sido utilizada durante as manifestações golpistas de 8 de janeiro.

## Contexto

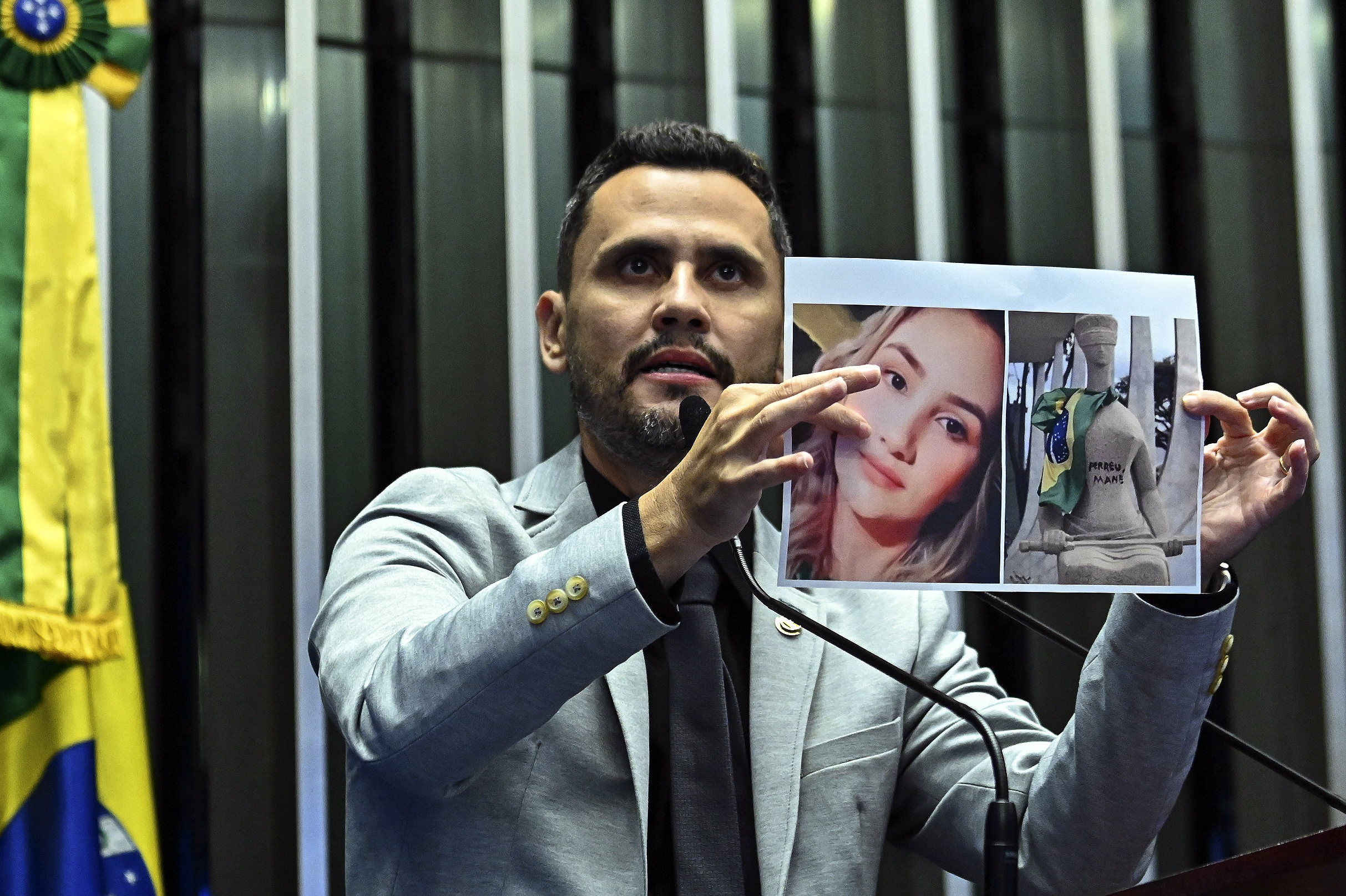
À tribuna, em discurso, senador Cleitinho (Republicanos-MG). O parlamentar exibe foto de Débora Rodrigues dos Santos, flagrada por fotógrafos escrevendo a frase “Perdeu, mané”

Em novembro de 2022, após a derrota de Jair Bolsonaro nas eleições presidenciais de 2022, manifestantes bolsonaristas mobilizaram-se contra ministros do STF, que se reuniram em Nova Iorque para um evento do Grupo LIDE, proferindo xingamentos em frente ao hotel onde os magistrados estavam hospedados. Houve a presença do foragido Allan dos Santos na manifestação, que fez um discurso e agrediu verbalmente um transeunte brasileiro que passava pelo local. Enquanto passeava pela Times Square, Barroso foi ameaçado por uma bolsonarista: "Cuidado, foge!" — a quem Barroso respondeu: "não seja grosseira".
Às portas do Harvard Club, onde ocorria a conferência, Barroso foi novamente interpelado por um manifestante bolsonarista. Nessa ocasião, respondeu aos ataques com a frase "perdeu, mané, não amola!", em momento registrado pelo foragido Allan dos Santos e que viralizou nas redes sociais. Houve intensa repercussão política e midiática. À coluna de Mônica Bergamo, Barroso afirmou que a frase foi uma "reação singela" à perseguição ocorrida contra os membros da Suprema Corte em Nova Iorque. Segundo a professora de português Thaís Nicoleti, em sua coluna na Folha de S.Paulo, Barroso demonstrou ser "poliglota na própria língua", em alusão a termo cunhado por Evanildo Bechara, por ter fluência na linguagem popular, apesar do estereótipo de que um jurista costuma se comunicar em linguagem rebuscada e inacessível. Os deputados bolsonaristas Bruno Engler, Bia Kicis e Bibo Nunes criticaram a frase. Na mesma semana, no aeroporto de Cairo, o senador Randolfe Rodrigues respondeu a ofensas de uma mulher que o atacava com a frase "perdeu, mané". A frase inspirou a criação do jingle "Perdeu, mané", do compositor Juliano Madeirada. Algumas semanas após o ocorrido, o ministro disse não se arrepender da frase, embora lamentasse a situação.

### Uso do termo nos ataques de 8 de janeiro
A escultura A Justiça foi vandalizada nos atos bolsonaristas em 8 de janeiro de 2023. Nesse contexto, a escultura foi pichada com os dizeres "Perdeu, mané", com batom, uma alusão provocativa à frase dita por Luís Roberto Barroso. A autora do vandalismo foi identificada e presa. Um prédio da Praça dos Três Poderes foi pichado com o termo "perdel, mané", com L, e, posteriormente, Barroso ironizou o erro ortográfico.
Em 6 de agosto de 2024, a maioria dos ministros da Primeira Turma do STF votou para tornar ré mulher acusada de ter pichado a frase "Perdeu, mané", na estátua da "A Justiça", em frente ao Supremo Tribunal Federal.
Em 26 de março de 2025, Débora Rodrigues dos Santos, que pichou a estátua "A Justiça", disse em um interrogatório que feriu o Estado Democrático de Direito e pediu perdão.
Em 28 de março de 2025, foi transferida para prisão domiciliar. A decisão foi autorizada pelo ministro do STF, Alexandre de Moraes, em parceria com a Procuradoria-Geral da República (PGR).